# Corea del Sur en la Copa Mundial de Fútbol de 1990
La selección de Corea del Sur fue una de las 24 selecciones que participó en la Copa Mundial de Fútbol de 1990. Esta fue su tercera participación en mundiales y segunda consecutiva.

## Clasificación

### Primera ronda
| Equipo        | Pts      | PJ       | PG       | PE       | PP       | GF       | GC       | DG       |
| ------------- | -------- | -------- | -------- | -------- | -------- | -------- | -------- | -------- |
| Corea del Sur | 12       | 6        | 6        | 0        | 0        | 25       | 0        | +25      |
| Malasia       | 7        | 6        | 3        | 1        | 2        | 8        | 8        | 0        |
| Singapur      | 5        | 6        | 2        | 1        | 3        | 12       | 9        | +3       |
| Nepal         | 0        | 6        | 0        | 0        | 6        | 0        | 28       | -28      |
| India         | Retirado | Retirado | Retirado | Retirado | Retirado | Retirado | Retirado | Retirado |

| Fecha              | Lugar    | Local         | Resultado | Visitante     |
| ------------------ | -------- | ------------- | --------- | ------------- |
| 23 de mayo de 1989 | Seúl     | Corea del Sur | 3:0 (2:0) | Singapur      |
| 25 de mayo de 1989 | Seúl     | Corea del Sur | 9:0 (5:0) | Nepal         |
| 27 de mayo de 1989 | Seúl     | Corea del Sur | 3:0 (1:0) | Malasia       |
| 3 de junio de 1989 | Singapur | Corea del Sur | 4:0 (3:0) | Nepal         |
| 5 de junio de 1989 | Singapur | Malasia       | 0:3 (0:0) | Corea del Sur |
| 7 de junio de 1989 | Singapur | Singapur      | 0:3 (0:1) | Corea del Sur |

### Ronda final
| Equipo                 | Pts | PJ | PG | PE | PP | GF | GC | DG |
| ---------------------- | --- | -- | -- | -- | -- | -- | -- | -- |
| Corea del Sur          | 8   | 5  | 3  | 2  | 0  | 5  | 1  | +4 |
| Emiratos Árabes Unidos | 6   | 5  | 1  | 4  | 0  | 4  | 3  | +1 |
| Catar                  | 5   | 5  | 1  | 3  | 1  | 4  | 5  | -1 |
| China                  | 4   | 5  | 2  | 0  | 3  | 5  | 6  | -1 |
| Arabia Saudita         | 4   | 5  | 1  | 2  | 2  | 4  | 5  | -1 |
| Corea del Norte        | 3   | 5  | 1  | 1  | 3  | 2  | 4  | -2 |

| Fecha                 | Lugar        | Local                  | Resultado | Visitante       |
| --------------------- | ------------ | ---------------------- | --------- | --------------- |
| 13 de octubre de 1989 | Singapur     | Corea del Sur          | 0:0       | Catar           |
| 16 de octubre de 1989 | Singapur     | Corea del Sur          | 1:0 (1:0) | Corea del Norte |
| 20 de octubre de 1989 | Singapur     | China                  | 0:1 (0:0) | Corea del Sur   |
| 25 de octubre de 1989 | Singapur     | Arabia Saudita         | 0:2 (0:1) | Corea del Sur   |
| 28 de octubre de 1989 | Kuala Lumpur | Emiratos Árabes Unidos | 1:1 (1:1) | Corea del Sur   |

### Goleadores
| Goles | Futbolistas                                                                             |
| ----- | --------------------------------------------------------------------------------------- |
| 7     | Hwang Sun-hong                                                                          |
| 5     | Kim Joo-sung                                                                            |
| 3     | Hwangbo Kwan, Noh Soo-jin                                                               |
| 2     | Cho Min-kook, Choi Sang-kuk, Park Kyung-hoon                                            |
| 1     | Choi Soon-ho, Chung Hae-won, Chung Yong-hwan, Lee Kwang-jong, Lee Tae-ho, Lee Young-jin |

## Lista de jugadores
Entrenador:  Lee Hoe-taik
| No. | Pos. | Jugador         | Fecha de nacimiento (edad)      | Apa. | Club                   |
| --- | ---- | --------------- | ------------------------------- | ---- | ---------------------- |
| 1   | POR  | Kim Poong-joo   | 1 de octubre de 1961 (28 años)  | 3    | Daewoo Royals          |
| 2   | DEF  | Park Kyung-hoon | 19 de enero de 1961 (29 años)   | 11   | POSCO Atoms            |
| 3   | DEF  | Choi Kang-hee   | 12 de abril de 1959 (31 años)   | 6    | Hyundai Horangi        |
| 4   | DEF  | Yoon Deok-yeo   | 25 de marzo de 1961 (29 años)   | 0    | Hyundai Horangi        |
| 5   | DEF  | Chung Yong-hwan | 10 de febrero de 1960 (30 años) | 12   | Daewoo Royals          |
| 6   | DEL  | Lee Tae-ho      | 29 de enero de 1961 (29 años)   | 6    | Daewoo Royals          |
| 7   | MED  | Noh Soo-jin     | 10 de febrero de 1962 (28 años) | 4    | Yukong Elephants       |
| 8   | DEL  | Chung Hae-won   | 1 de julio de 1959 (30 años)    | 6    | Daewoo Royals          |
| 9   | MED  | Hwangbo Kwan    | 1 de marzo de 1965 (25 años)    | 1    | Yukong Elephants       |
| 10  | DEL  | Lee Sang-yoon   | 10 de abril de 1969 (21 años)   | 0    | Ilhwa Chunma           |
| 11  | DEL  | Byun Byung-joo  | 26 de abril de 1961 (29 años)   | 11   | Hyundai Horangi        |
| 12  | MED  | Lee Heung-sil   | 10 de julio de 1961 (28 años)   | 0    | POSCO Atoms            |
| 13  | DEF  | Chung Jong-soo  | 27 de marzo de 1961 (29 años)   | 1    | Hyundai Horangi        |
| 14  | DEL  | Choi Soon-ho    | 10 de enero de 1962 (28 años)   | 76   | Lucky-Goldstar Hwangso |
| 15  | DEF  | Cho Min-kook    | 5 de julio de 1963 (26 años)    | 10   | Lucky-Goldstar Hwangso |
| 16  | MED  | Kim Joo-sung    | 17 de enero de 1966 (24 años)   | 11   | Daewoo Royals          |
| 17  | DEF  | Gu Sang-bum     | 15 de junio de 1964 (25 años)   | 9    | Lucky-Goldstar Hwangso |
| 18  | DEL  | Hwang Sun-hong  | 14 de julio de 1968 (21 años)   | 7    | Konkuk University      |
| 19  | POR  | Jeong Gi-dong   | 13 de mayo de 1961 (29 años)    | ?    | POSCO Atoms            |
| 20  | DEF  | Hong Myung-bo   | 12 de febrero de 1969 (21 años) | 4    | Korea University       |
| 21  | POR  | Choi In-young   | 5 de marzo de 1962 (28 años)    | 0    | Hyundai Horangi        |
| 22  | MED  | Lee Young-jin   | 27 de octubre de 1963 (26 años) | 0    | Lucky-Goldstar Hwangso |

## Participación

### Grupo E
| Equipo        | Pts | PJ | PG | PE | PP | GF | GC | DG |
| ------------- | --- | -- | -- | -- | -- | -- | -- | -- |
| España        | 5   | 3  | 2  | 1  | 0  | 5  | 2  | +3 |
| Bélgica       | 4   | 3  | 2  | 0  | 1  | 6  | 3  | +3 |
| Uruguay       | 3   | 3  | 1  | 1  | 1  | 2  | 3  | -1 |
| Corea del Sur | 0   | 3  | 0  | 0  | 3  | 1  | 6  | -5 |

#### Bélgica vs. Corea del Sur
| 12 de junio de 1990, 17:00 (UTC+2) | Bélgica                   | 2:0 (0:0) | Corea del Sur | Stadio Marcantonio Bentegodi, Verona                      |                                                           |
|                                    | Degryse 53' · De Wolf 64' | Reporte   |               | Asistencia: 32.790 espectadores Árbitro(s): Vincent Mauro | Asistencia: 32.790 espectadores Árbitro(s): Vincent Mauro |

| Bélgica | Corea del Sur |

|             |    |                       |  |       |
|             |    |                       |  |       |
| POR         | 1  | Michel Preud'homme    |  |       |
| DEF         | 2  | Éric Gerets           |  |       |
| DEF         | 4  | Lei Clijsters         |  |       |
| DEF         | 7  | Stéphane Demol        |  |       |
| DEF         | 16 | Michel De Wolf        |  |       |
| MED         | 5  | Bruno Versavel        |  |       |
| MED         | 6  | Marc Emmers           |  |       |
| MED         | 8  | Franky van der Elst   |  |       |
| MED         | 10 | Enzo Scifo            |  |       |
| DEL         | 9  | Marc Degryse          |  |       |
| DEL         | 19 | Marc Van Der Linden   |  | 45+1' |
| Suplentes:  |    |                       |  |       |
| POR         | 12 | Gilbert Bodart        |  |       |
| POR         | 20 | Filip De Wilde        |  |       |
| DEF         | 3  | Philippe Albert       |  |       |
| DEF         | 13 | Georges Grün          |  |       |
| DEF         | 15 | Jean-François De Sart |  |       |
| DEF         | 17 | Pascal Plovie         |  |       |
| DEF         | 22 | Patrick Vervoort      |  |       |
| MED         | 18 | Lorenzo Staelens      |  |       |
| DEL         | 11 | Jan Ceulemans         |  | 45+1' |
| DEL         | 14 | Nico Claesen          |  |       |
| DEL         | 21 | Marc Wilmots          |  |       |
| Entrenador: |    |                       |  |       |
| Guy Thys    |    |                       |  |       |

|              |    |                 |     |       |
|              |    |                 |     |       |
| POR          | 21 | Choi In-young   |     |       |
| DEF          | 2  | Park Kyung-hoon |     |       |
| DEF          | 3  | Choi Kang-hee   |     |       |
| DEF          | 5  | Chung Yong-hwan |     |       |
| DEF          | 17 | Gu Sang-bum     |     |       |
| DEF          | 20 | Hong Myung-bo   |     |       |
| MED          | 7  | Noh Soo-jin     |     | 62'   |
| MED          | 16 | Kim Joo-sung    |     |       |
| MED          | 22 | Lee Young-jin   |     | 45+1' |
| DEL          | 14 | Choi Soon-ho    | 39' |       |
| DEL          | 18 | Hwang Sun-hong  |     |       |
| Suplentes:   |    |                 |     |       |
| POR          | 1  | Kim Poong-joo   |     |       |
| POR          | 19 | Jeong Gi-dong   |     |       |
| DEF          | 4  | Yoon Deok-yeo   |     |       |
| DEF          | 13 | Chung Jong-soo  |     |       |
| DEF          | 15 | Cho Min-kook    |     | 45+1' |
| MED          | 8  | Chung Hae-won   |     |       |
| MED          | 9  | Hwangbo Kwan    |     |       |
| MED          | 10 | Lee Sang-yoon   |     |       |
| MED          | 12 | Lee Heung-sil   |     |       |
| DEL          | 6  | Lee Tae-ho      |     | 62'   |
| DEL          | 11 | Byun Byung-joo  |     |       |
| Entrenador:  |    |                 |     |       |
| Lee Hoe-taik |    |                 |     |       |

| Árbitros asistentes: Alan Snoddy George Courtney | Reglas del partido - 90 minutos. - Once suplentes convocados. - Máximo de tres sustituciones. |

#### Corea del Sur vs. España
| 17 de junio de 1990, 21:00 (UTC+2) | Corea del Sur | 1:3 (1:1) | España               | Stadio Friuli, Udine                                     |                                                          |
|                                    | Hwangbo 43'   | Reporte   | Míchel 23', 61', 81' | Asistencia: 32.733 espectadores Árbitro(s): Elías Jácome | Asistencia: 32.733 espectadores Árbitro(s): Elías Jácome |

| Corea del Sur | España |

|              |    |                 |     |     |
|              |    |                 |     |     |
| POR          | 21 | Choi In-young   |     |     |
| DEF          | 2  | Park Kyung-hoon |     | 68' |
| DEF          | 3  | Choi Kang-hee   |     |     |
| DEF          | 4  | Yoon Deok-yeo   | 51' |     |
| DEF          | 17 | Gu Sang-bum     |     |     |
| DEF          | 20 | Hong Myung-bo   |     |     |
| MED          | 8  | Chung Hae-won   | 28' | 52' |
| MED          | 9  | Hwangbo Kwan    | 68' |     |
| MED          | 16 | Kim Joo-sung    |     |     |
| DEL          | 11 | Byun Byung-joo  |     |     |
| DEL          | 14 | Choi Soon-ho    |     |     |
| Suplentes:   |    |                 |     |     |
| POR          | 1  | Kim Poong-joo   |     |     |
| POR          | 19 | Jeong Gi-dong   |     |     |
| DEF          | 5  | Chung Yong-hwan |     |     |
| DEF          | 13 | Chung Jong-soo  |     | 68' |
| DEF          | 15 | Cho Min-kook    |     |     |
| MED          | 7  | Noh Soo-jin     |     | 52' |
| MED          | 10 | Lee Sang-yoon   |     |     |
| MED          | 12 | Lee Heung-sil   |     |     |
| MED          | 22 | Lee Young-jin   |     |     |
| DEL          | 6  | Lee Tae-ho      |     |     |
| DEL          | 18 | Hwang Sun-hong  |     |     |
| Entrenador:  |    |                 |     |     |
| Lee Hoe-taik |    |                 |     |     |

|             |    |                      |  |     |
|             |    |                      |  |     |
| POR         | 1  | Andoni Zubizarreta   |  |     |
| DEF         | 2  | Chendo               |  |     |
| DEF         | 4  | Andrinua             |  |     |
| DEF         | 5  | Manolo Sanchís       |  |     |
| DEF         | 14 | Alberto Górriz       |  |     |
| MED         | 6  | Martín Vázquez       |  |     |
| MED         | 11 | Francisco Villarroya |  |     |
| MED         | 15 | Roberto              |  | 81' |
| MED         | 21 | Míchel               |  |     |
| DEL         | 9  | Emilio Butragueño    |  | 76' |
| DEL         | 19 | Julio Salinas        |  |     |
| Suplentes:  |    |                      |  |     |
| POR         | 13 | Juan Carlos Ablanedo |  |     |
| POR         | 22 | José Ochotorena      |  |     |
| DEF         | 3  | Manolo Jiménez       |  |     |
| DEF         | 8  | Quique               |  |     |
| DEF         | 12 | Rafael Alkorta       |  |     |
| DEF         | 17 | Fernando Hierro      |  |     |
| MED         | 10 | Fernando             |  | 76' |
| MED         | 16 | José Mari Bakero     |  | 81' |
| MED         | 18 | Rafa Paz             |  |     |
| DEL         | 7  | Miguel Pardeza       |  |     |
| DEL         | 20 | Manolo               |  |     |
| Entrenador: |    |                      |  |     |
| Luis Suárez |    |                      |  |     |

| Árbitros asistentes: Pierluigi Magni Juan Loustau | Reglas del partido - 90 minutos. - Once suplentes convocados. - Máximo de tres sustituciones. |

#### Corea del Sur vs. Uruguay
| 21 de junio de 1990, 17:00 (UTC+2) | Corea del Sur | 0:1 (0:0) | Uruguay     | Stadio Friuli, Udine                                      |                                                           |
|                                    |               | Reporte   | Fonseca 90' | Asistencia: 29.039 espectadores Árbitro(s): Tullio Lanese | Asistencia: 29.039 espectadores Árbitro(s): Tullio Lanese |

| Corea del Sur | Uruguay |

|              |    |                 |     |     |
|              |    |                 |     |     |
| POR          | 21 | Choi In-young   |     |     |
| DEF          | 2  | Park Kyung-hoon |     |     |
| DEF          | 3  | Choi Kang-hee   | 62' |     |
| DEF          | 4  | Yoon Deok-yeo   | 70' |     |
| DEF          | 13 | Chung Jong-soo  |     |     |
| DEF          | 20 | Hong Myung-bo   |     |     |
| MED          | 9  | Hwangbo Kwan    |     | 79' |
| MED          | 12 | Lee Heung-sil   | 22' |     |
| MED          | 16 | Kim Joo-sung    |     |     |
| DEL          | 11 | Byun Byung-joo  |     | 43' |
| DEL          | 14 | Choi Soon-ho    |     |     |
| Suplentes:   |    |                 |     |     |
| POR          | 1  | Kim Poong-joo   |     |     |
| POR          | 19 | Jeong Gi-dong   |     |     |
| DEF          | 5  | Chung Yong-hwan |     |     |
| DEF          | 15 | Cho Min-kook    |     |     |
| DEF          | 17 | Gu Sang-bum     |     |     |
| MED          | 7  | Noh Soo-jin     |     |     |
| MED          | 8  | Chung Hae-won   |     | 79' |
| MED          | 10 | Lee Sang-yoon   |     |     |
| MED          | 22 | Lee Young-jin   |     |     |
| DEL          | 6  | Lee Tae-ho      |     |     |
| DEL          | 18 | Hwang Sun-hong  |     | 43' |
| Entrenador:  |    |                 |     |     |
| Lee Hoe-taik |    |                 |     |     |

|               |    |                      |     |       |
|               |    |                      |     |       |
| POR           | 1  | Fernando Álvez       |     |       |
| DEF           | 2  | Nelson Gutiérrez     |     |       |
| DEF           | 3  | Hugo de León         |     |       |
| DEF           | 4  | José Herrera         | 44' |       |
| DEF           | 6  | Alfonso Domínguez    |     |       |
| MED           | 5  | José Perdomo         |     |       |
| MED           | 8  | Santiago Ostolaza    | 23' | 45+1' |
| MED           | 9  | Enzo Francescoli     |     |       |
| MED           | 10 | Rubén Paz            |     |       |
| DEL           | 11 | Rubén Sosa           |     | 62'   |
| DEL           | 17 | Sergio Martínez      |     |       |
| Suplentes:    |    |                      |     |       |
| POR           | 12 | Eduardo Pereira      |     |       |
| POR           | 22 | Javier Zeoli         |     |       |
| DEF           | 13 | Felipe Revelez       |     |       |
| DEF           | 14 | José Pintos Saldanha |     |       |
| MED           | 15 | Gabi Correa          |     |       |
| MED           | 16 | Pablo Bengoechea     |     |       |
| MED           | 20 | Rubén Pereira        |     |       |
| MED           | 21 | William Castro       |     |       |
| DEL           | 7  | Antonio Alzamendi    |     |       |
| DEL           | 18 | Carlos Aguilera      |     | 45+1' |
| DEL           | 19 | Daniel Fonseca       |     | 62'   |
| Entrenador:   |    |                      |     |       |
| Óscar Tabárez |    |                      |     |       |

| Árbitros asistentes: Jean Fidele Diramba Neji Jouini | Reglas del partido - 90 minutos. - Once suplentes convocados. - Máximo de tres sustituciones. |